# Liste der Kulturdenkmäler in Weyer (Rhein-Lahn-Kreis)
In der Liste der Kulturdenkmäler in Weyer sind alle Kulturdenkmäler der rheinland-pfälzischen Ortsgemeinde Weyer aufgeführt. Grundlage ist die Denkmalliste des Landes Rheinland-Pfalz (Stand: 8. Dezember 2023).

## Einzeldenkmäler
| Bezeichnung              | Lage                | Baujahr                           | Beschreibung                                                                           | Bild            |
| ------------------------ | ------------------- | --------------------------------- | -------------------------------------------------------------------------------------- | --------------- |
| Wohnhaus                 | Borngasse 7 Lage    | 17. oder 18. Jahrhundert          | Fachwerkhaus, verputzt, wohl aus dem 17. oder 18. Jahrhundert                          | Fotos hochladen |
| Evangelische Pfarrkirche | Langgasse Lage      | 1744                              | barocker Saalbau, 1744                                                                 | Fotos hochladen |
| Wohnhaus                 | Langgasse 8 Lage    | 18. und 19. Jahrhundert           | Fachwerkhaus, 18. und 19. Jahrhundert                                                  | Fotos hochladen |
| Wohnhaus                 | Langgasse 12 Lage   | 1890                              | stattliches Wohnstallhaus, verputzt, teilweise mit Zierverschieferung, bezeichnet 1890 | Fotos hochladen |
| Evangelisches Pfarrhaus  | Rheinstraße 17 Lage | um 1830/40                        | klassizistischer Walmdachbau, um 1830/40                                               | Fotos hochladen |
| Wohnhaus                 | Rheinstraße 20 Lage | 1874                              | Fachwerkhaus, teilweise massiv, bezeichnet 1874                                        | Fotos hochladen |
| Wohnhaus                 | Rheinstraße 22 Lage | 1912                              | stattliches Fachwerkhaus, Mansarddach, bezeichnet 1912                                 | Fotos hochladen |
| Wohnhaus                 | Schulstraße 5 Lage  | 18. Jahrhundert                   | Fachwerkhaus, teilweise massiv und verschiefert, 18. Jahrhundert                       | Fotos hochladen |
| Schulhaus                | Schulstraße 6 Lage  | erste Hälfte des 19. Jahrhunderts | ehemalige Schule; Fachwerkbau, Krüppelwalmdach, erste Hälfte des 19. Jahrhunderts      | Fotos hochladen |